# 松任谷國子
松任谷 國子（まつとうや くにこ、1938年 - 2010年7月26日）は、日本の画家。1960年代には、タレントとしてラジオやテレビで活躍した。

## 経歴
頭山満の孫娘・尋子と、松任谷健太郎の娘として、東京に生まれる。
少女時代は「幼稚園の先生になりたかった」という。
1959年に森村学園を卒業した後、フジテレビのオーディションに合格して『バースデークイズ』のアシスタントとしてタレント活動を始めた。以降、司会者、俳優、インタビュアーなどとして活躍したが、当時から本業は画家としていた。
二科展では、1961年に初入選し、その後も1965年にローマ賞、1969年に金賞を受賞した。ローマ賞でイタリアへ留学した後もベルギーやアメリカ合衆国で画業を続け、またアフリカ諸国にも滞在した。
その後、2008年には二科展絵画部理事となった。
この間、同じく画家である妹の松任谷千鶴としばしば「姉妹展」を開催した。

## おもな著書
- ベルギー・愛の滞在、新書館、1976年
- ボヘミアンからの航空便 : 女たちのスケッチ、PHP研究所、1977年

## 出演

### バラエティ番組
- バースデークイズ（放送年不明、フジテレビ）
- 3・3が9イズ（1970.6.7～1971.9.26、朝日放送）

### 吹き替え
- 海底大戦争 スティングレイ（アトランタ・ショア）[7]